# Delek Wangmo
Delek Wangmo (tibétain : བདེ་ལེགས་དབང་མོ, Wylie : bde legs dbang mo) née le 6 juillet 1961 à Lithang, dans le Kham, une ancienne province du Tibet, est une nonne du bouddhisme tibétain, une des premières guéshema,,.  

## Biographie
Delek Wangmo est née le 6 juillet 1961 à Lithang. Son père est Ngawang Palden et sa mère Choekyi. Elle est devenue religieuse à un très jeune âge et a reçu les vœux monastiques de Tenzin Delek Rinpoché. En 1988, Delek Wangmo et une centaine de Tibétains se rendent à Lhassa en pèlerinage. Mais, à leur arrivée, les autorités chinoises ne les autorisent pas à voir le Jowo au Temple de Jokhang et d'autres monastères. 
Ils se rendent alors vers le mont Kailash puis gagne l'Inde en passant par le Népal en 1990. Selon les vœux du 14e dalaï-lama et aux bons soins de Chamku Rinchen Khando, Delek Wangmo loue une chambre à un Indien jusqu'à la construction du couvent de Dolma Ling. Elle suit ensuite ses études au couvent de Dolma Ling et obtient un diplôme de guéshema, équivalant à un doctorat d’études bouddhistes. 
En 2018, elle étudie le grand tantra secret (Sangchen Gyude) du monastère de Gyutoe pendant un an. Delek Wangmo travaille actuellement comme enseignante au couvent de Dolma Ling. 
Le 28 juillet 2020, elle est, avec Sonam Gyaltsen, un des deux commissaires électoraux adjoints élus pour superviser les procédures électorales tibétaines de 2021, par le comité permanent de la 16e Assemblée tibétaine.